# Dysdera caeca
Dysdera caeca este o specie de păianjeni din genul Dysdera, familia Dysderidae, descrisă de Ribera, 1993.
Este endemică în Morocco. Conform Catalogue of Life specia Dysdera caeca nu are subspecii cunoscute.